# Банино (Дмитровский городской округ)
Банино — деревня в Дмитровском районе Московской области, в составе сельского поселения Куликовское. До 2006 года Банино входило в состав Куликовского сельского округа.

## Расположение
Деревня расположена на северо-западе центральной части района, примерно в 14 км к северо-западу от Дмитрова, на левом берегу верховьев реки Пешноша (правый приток Яхромы), высота центра над уровнем моря 135 м. Ближайшие населённые пункты — Тимофеево на противоположном берегу реки и Клюшниково на юго-западе.

## Население
| 2002 | 2006 | 2010 |
| ---- | ---- | ---- |
| 10   | ↘7   | ↘5   |

40чел